# Parc Nacional de Komodo
El Parc Nacional de Komodo es troba a les Illes menors de la Sonda, al límit de les províncies de Nusatenggara occidental i Nusatenggara oriental, a l'arxipèlag d'Indonèsia. Va ser declarat Patrimoni de la Humanitat per la UNESCO l'any 1991.
El parc nacional el formen les tres grans illes de Komodo, Rinca i Padar, així com altres 26 petites illes. Aquestes illes són d'origen volcànic i hi viuen unes 4.000 persones.
El parc nacional va ser fundat l'any 1980, amb l'objectiu de protegir el dragó de Komodo (Varanus komodoensis). L'objectiu va ser ampliat posteriorment per a la protecció de la flora i de la fauna de la regió, incloent-hi les zones marítimes. La superfície total és d'uns 1.238 km², dels quals 603 km² són terrestres.
L'11 de novembre del 2011 el Parc Nacional de Komodo va ser declarat com una de les set meravelles naturals del món. El dragó de Komodo mesura uns 3 m de longitud i uns 70 kg. de pes.

## Història
El Parc Nacional de Komodo es va crear el 1980 i va ser declarat Patrimoni de la Humanitat i Reserva de la Biosfera per la UNESCO el 1991. El parc va ser establert inicialment per conservar l'únic dragó de Komodo (Varanus komodoensis), primer descobert pel món científic el 1912 per JKH Van Steyn. Des de llavors els objectius de conservació s'han ampliat per protegir la seva biodiversitat sencera, tant marina com terrestre.
La majoria de la gent al voltant del parc són els pescadors d'origen Bima (Sumbawa), Manggarai, South Flores, i el sud de Sulawesi. Els de Sulawesi del Sud són dels grups ètnics Suku bajau o Bugis. El Suku bajau eren originalment nòmades i es va traslladar d'un lloc a un altre a la regió de Sulawesi, Nusa Tenggara i Maluku, per fer que els seus mitjans de vida. Els descendents dels pobles originaris de Komodo, l'Ata Mode, encara viuen a Komodo, però no hi queda gent de sang pura i la seva cultura i llengua lentament s'està integrant amb els migrants recents.